# Dave Burns
Pour les articles homonymes, voir Burns et David Burns.
Dave Burns (David Burns) est un trompettiste de jazz américain, né le 5 mars 1924 à Perth Amboy (New Jersey).
Il ne doit pas être confondu avec un tromboniste peu connu du même nom, surtout spécialisé dans le jazz traditionnel, mais qu'on a pu entendre dans la formation de Charlie Byrd.

## Biographie
On a pu entendre ce trompettiste, pratiquant surtout le bebop et le hard bop, dans le big band de Dizzy Gillespie, puis dans les combos de musiciens comme les saxophonistes James Moodie et Cecil Payne, le vibraphoniste Milt Jackson, le pianiste John Lewis, le batteur Art Taylor, et surtout celui du chanteur Eddie Jefferson.
Dans les années 1960, il a enregistré quelques albums sous son nom pour le label Candid avec, comme sidemen, des musiciens comme Bobby Hutcherson, Billy Mitchell et Harold Mabern.

## Discographie

### Comme sideman
- 1961 : Rollin' with Leo de Leo Parker (Blue Note)[2],[3],[4]